# Palazzo Bastogi
Palazzo Bastogi è un edificio storico del centro di Firenze, situato in via Cavour 18.

## Storia
Fu edificato verso il 1740 dall'architetto Ferdinando Ruggeri per i Capponi ed ebbe vari passaggi di proprietà. Tra il 1825 e il 1854 appartenne alla famiglia nobile di origine polacca dei Poniatowski, che lo cedette poi a Giuntini nel 1855. Essi iniziarono un processo di ristrutturazione per il quale incaricarono l'architetto Giuseppe Poggi, che realizzò una nuova facciata, un corpo di fabbrica posteriore verso il giardino e uno scalone monumentale, oltre a trasformare vari ambienti interni ispirandosi all'architettura tradizionale fiorentina. Vi lavorarono in quel periodo anche alcuni pittori quotati come Giuseppe Bezzuoli e Ottavio Bandinelli. 
Nel 1878 il palazzo fu acquistato da Pietro Bastogi, uno dei più ricchi finanzieri ed imprenditori del tempo, arricchitosi con la costruzione della nuova ferrovia nel Sud-Italia e con lo sfruttamento delle miniere di ferro dell'Isola d'Elba, inoltre partecipando alla costituzione della Banca d'Italia che avvenne con la fusione di varie banche preunitarie compresa la Banca Nazionale Toscana; nel 1892 venne attivato anche un osservatorio meteorologico privato, denominato Osservatorio Bastogi, che poi venne dismesso nei decenni successivi. La famiglia di Pietro Bastogi subì poi un tracollo finanziario agli inizi del XX secolo, per cui fu costretta a vendere il palazzo che passò prima all'Automobile Club d'Italia, che ne fece la sua sede, poi alla Fondiaria Assicurazioni e alla Pirelli, prima di divenire sede della Giunta Regionale Toscana dal 1995. La bandiera regionale sventola infatti dal balcone centrale accanto a quella europea e italiana.

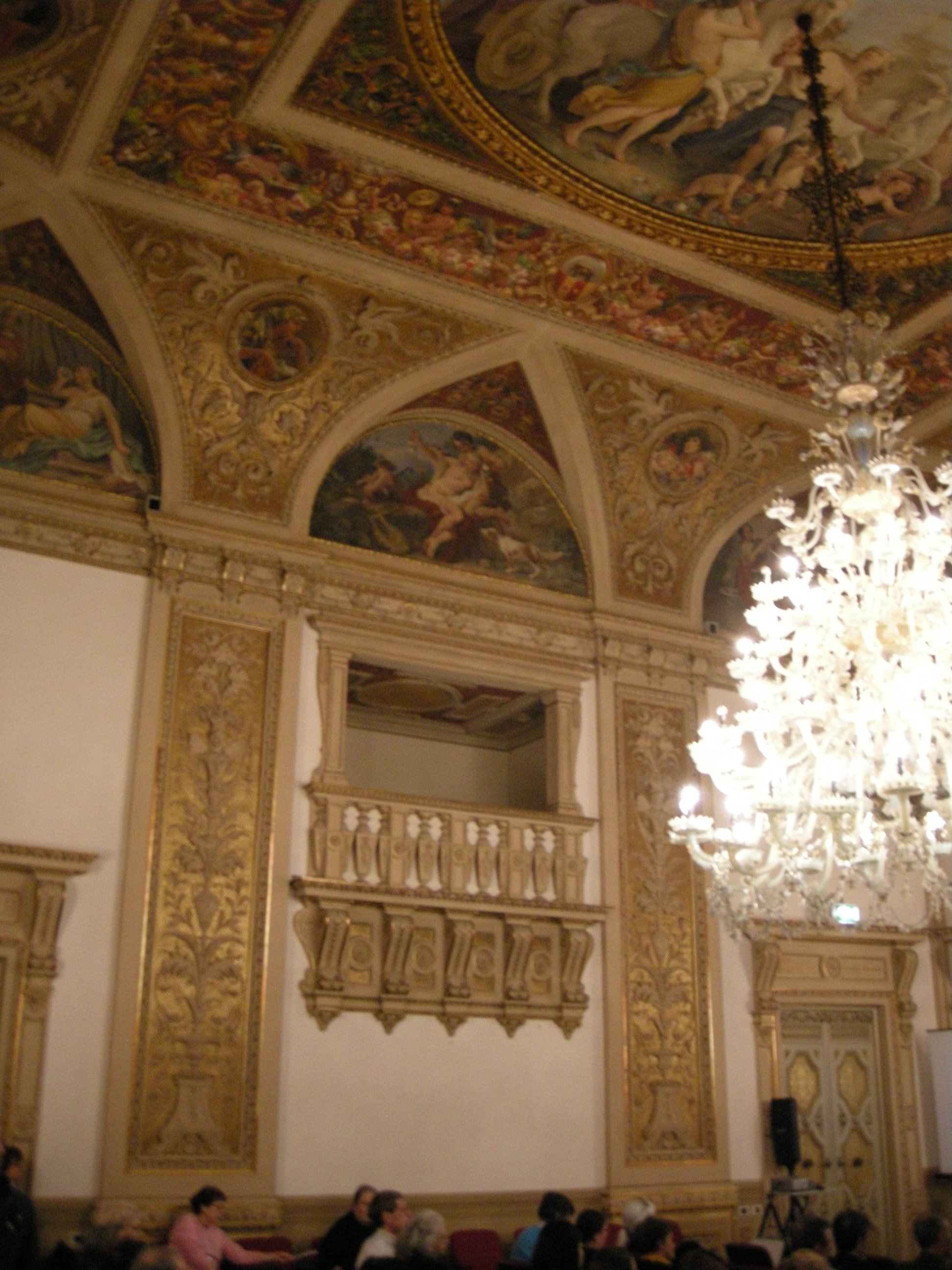
Il salone

## Descrizione
Al pian terreno, ricoperto dal bugnato, si aprono dodici arcate, quattro delle quali sotto al terrazzo centrale. Oggi sono occupate da negozi e da un istituto di credito. Il primo piano è caratterizzato da una sequenza di altrettante finestre timpanate.
Il secondo piano è sottolineato da una cornice marcapiano all'altezza dei parapetti, mentre all'ultimo le aperture sono decorate da cornici più semplici.
All'interno alcune sale hanno decorazioni di particolare rilievo, opera di un team presieduto da Augusto Burchi, databili agli anni 1890. Tra queste spicca la Sala della Giunta, già Salone delle Feste, che presenta il soffitto e le lunette alle pareti affrescate, oltre a dipinti del XVI secolo e un imponente lampadario ottocentesco. La Sala delle Collezioni (oggi ufficio del Presidente) deve il suo nome alla collezione di gemme appartenuta ai Poniatowski e presenta un soffitto affrescato con una rappresentazione allegorica delle Arti. Poco lontano si trovano il Salotto della Contessa Bastogi-Rondinelli-Vitelli, dal soffitto affrescato con un finto cielo dove volano decine di uccelli di tutte le varietà, e la Camera del Marchese (oggi sala del vice Presidente), dove è appeso un arazzo fiammingo con Storia di Re Davide.
Alcuni degli arredi e dipinti del palazzo provengono dalla collezione Strozzi-Sacrati.